# SMS Orjen
Lo SMS Orjen è stato un cacciatorpediniere della k.u.k. Kriegsmarine, sesta e ultima unità della classe Tátra. Partecipò a svariate azioni di flotta nel corso della prima guerra mondiale e, dopo la sconfitta dell'Impero austro-ungarico, fu ceduto come riparazione di guerra al Regno d'Italia: la Regia Marina lo immise in servizio con il nuovo nome di Pola e inquadrato nella classe Fasana, vale a dire il gruppo di cacciatorpediniere avuti dalla k.u.k. Kriegsmarine. Fu adoperato per addestramento, pattugliamento e rappresentanza all'estero. Nel 1931 cambiò di nuovo nome in Zenson II e, infine, fu avviato alla demolizione nel 1937.

## Caratteristiche tecniche
Lo Orjen presentava una lunghezza alla linea di galleggiamento di 84 metri, una larghezza massima di 7,80 metri e un pescaggio da 2,42 metri (normale) a 3,20 metri (massimo). Era armato con due cannoni Škoda K10 da 100 mm lunghi 47 calibri (L/50), montati su affusti individuali uno a prua e uno a poppa; sei pezzi Škoda K10 da 66 mm L/45 a fuoco rapido su altrettanti supporti singoli (tre per fiancata), due dei quali furono poi rimpiazzati con la versione contraerea BAG (Ballon-Abwher Geschütz); due impianti binati con tubi lanciasiluri da 450 mm; una mitragliatrice Schwarzlose M.07/12 da 8 mm e un certo numero di bombe di profondità. L'apparato motore, capace di sviluppare 32,6 nodi (circa 62 km/h), era formato da sei caldaie Yarrow, due turbine AEG Curtis, due alberi motore con elica e generava circa 20 550 shp, garantendo un'autonomia di 1 600 miglia alla velocità di 12 nodi (circa 2 950 chilometri a 22,8 km/h). L'equipaggio contava 104-105 uomini.

## Storia

### Il servizio nella Marina austroungarica
Costruito tra il 1912 e il 1914 nei cantieri di Porto Re per conto della k.u.k. Kriegsmarine, il cacciatorpediniere si chiamava originariamente Orjen e faceva parte di una classe di sei unità (Tátra, Lika, Triglav, Csepel, Balaton) piuttosto grandi e bene armate, la più moderna classe di cacciatorpediniere della Marina austroungarica.
L'Orjen partecipò attivamente alla prima guerra mondiale, prendendo parte a vari scontri. La sua attività bellica può essere così riassunta:
- il 24 maggio 1915 fu in ricognizione tra Pelagosa e Lagosta insieme ad altre unità (l'esploratore Helgoland ed i gemelli Tatra, Lika e Csepel, che affondarono il cacciatorpediniere italiano Turbine)[5];
- il 28 luglio dello stesso anno prese parte, unitamente agli esploratori Saida ed Helgoland e ad un folto gruppo di siluranti, al bombardamento e ad un tentativo di sbarco a Pelagosa, occupata da truppe italiane[5];
- il 26 febbraio 1916 l’Orjen, l’Helgoland e vari altri cacciatorpediniere salparono da Cattaro per attaccare i mercantili e le navi da guerra alleate a Durazzo, ma non li trovarono perché l'evacuazione della città era ormai conclusa[5];
- il 31 maggio dello stesso anno partecipò insieme al Balaton ed a tre torpediniere (più l’Helgoland in appoggio) ad un attacco contro lo sbarramento del canale d'Otranto nel quale fu affondato il drifter[6] Beneficent[5];
- il 3 luglio 1916 lasciò Cattaro insieme all’Helgoland, al Tatra, al Balaton ed a tre torpediniere per attaccare di nuovo lo sbarramento del canale d'Otranto, ma la formazione rientrò in porto dopo essere stata avvistata[5];
- nella notte del 28-29 agosto del medesimo anno l’Orjen ed altre unità uscirono in mare per cercare di attirare unità italiane nell'area d'agguato di alcuni U-Boote, ma l'operazione fallì causa la nebbia[5];
- il 19 ottobre 1917 partecipò a un inconcludente scontro nelle acque tra Brindisi e Cattaro, insieme all'esploratore Helgoland e ad altri cinque cacciatorpediniere, con una numerosa formazione navale anglo-franco-italiana (3 incrociatori leggeri, 4 esploratori, 11 cacciatorpediniere)[5];
- il 10-11 giugno 1918 scortò da Pola a Porto Tayer, insieme al Balaton ed a tre torpediniere, la corazzata Viribus Unitis in quella che avrebbe dovuto essere una trappola per la flotta italiana, che sarebbe uscita in mare a contrasto di un'incursione nel canale d'Otranto per poi essere circondata da un superiore numero di unità nemiche, ma l'operazione venne interrotta a causa dell'affondamento della corazzata Szent Istvan[5].

### Il servizio nella Regia Marina
Dopo la conclusione della prima guerra mondiale, l'Italia ottenne, in conto di riparazione dei danni di guerra, la cessione di sette unità della classe Tátra, che andarono a formare la classe Fasana.
L’Orjen, che il 31 ottobre 1918 aveva inalberato a Pola, come il resto della flotta austroungarica, la bandiera del nascente Regno di Jugoslavia, venne ceduto all'Italia nel 1919 ed entrò formalmente in servizio il 26 settembre 1920, ricevendo il nuovo nominativo di Pola. Di fatto il cacciatorpediniere divenne effettivamente operativo solo nel marzo 1922, e fu comunque impiegato piuttosto di rado.
Come le unità gemelle, il bastimento fu adibito principalmente al pattugliamento delle coste libiche ed all'addestramento a Taranto e Venezia.
Il 1º ottobre 1929 il Pola fu declassato a torpediniera, ed essendo in costruzione il nuovo incrociatore pesante Pola, la torpediniera venne ribattezzata Zenson II.
Il 1º luglio 1932 Nave Zenson e l'incrociatore Taranto formarono il Gruppo Navi Scuole Meccanici, compiendo una crociera tra i porti della sponda italiana dell'Adriatico, l'Albania, la Grecia e la Libia. Tra gli ufficiali che si sono avvicendati al suo comando il futuro ammiraglio Giuseppe Marini che nel secondo dopoguerra avrebbe ricoperto diversi prestigiosi incarichi, tra cui quello di Comandante in capo della Squadra Navale
Radiata il 1º maggio 1937, Nave Zenson venne avviata alla demolizione nel corso dello stesso anno.